# Haute-Loire
Haute-Loire (43) is een Frans departement.

## Geschiedenis
Het departement was een van de 83 departementen die werden gecreëerd tijdens de Franse Revolutie, op 4 maart 1790 door uitvoering van de wet van 22 december 1789, uitgaande van een deel van Auvergne en een deel van de provincie Languedoc (Velay).

## Geografie
Haute-Loire maakt deel uit van de regio Auvergne. Het wordt begrensd door de departementen Loire, Ardèche, Lozère, Cantal en Puy-de-Dôme.
Haute-Loire bestaat uit drie arrondissementen:
- Brioude
- Le Puy-en-Velay
- Yssingeaux

Haute-Loire bestaat uit 19 kantons:
- Kantons van Haute-Loire

Haute-Loire bestaat uit 260 gemeenten:
- Lijst van gemeenten in het departement Haute-Loire

## Demografie
De inwoners van Haute-Loire heten Altiligériens.

### Demografische evolutie sinds 1962
| Naam        | Index 1962 | Index 1968 | Index 1975 | Index 1982 | Index 1990 | Index 1999 | Index 2008 | Index 2019 |
| ----------- | ---------- | ---------- | ---------- | ---------- | ---------- | ---------- | ---------- | ---------- |
| Haute-Loire | 100,0      | 98,7       | 97,4       | 97,6       | 97,9       | 99,1       | 105,1      | 107,9      |
| Frankrijk*  | 100,0      | 107,1      | 113,3      | 117,0      | 121,9      | 126,0      | 133,8      | 140,1      |

| Naam        | Inw./Km² 1962 | Inw./km² 1968 | Inw./km² 1975 | Inw./km² 1982 | Inw./km² 1990 | Inw./km² 1999 | Inw./km² 2008 | Inw./km² 2019 |
| ----------- | ------------- | ------------- | ------------- | ------------- | ------------- | ------------- | ------------- | ------------- |
| Haute-Loire | 42,4          | 41,9          | 41,3          | 41,4          | 41,5          | 42,0          | 44,6          | 45,7          |
| Frankrijk*  | 84,2          | 90,1          | 95,4          | 98,5          | 102,7         | 106,1         | 112,7         | 119,7         |

Frankrijk* = exclusief overzeese gebieden
Bron: Recensement Populaire INSEE - 1962 tot 1999 population sans doubles comptes, nadien Population Municipale
Op 1 januari 2022 had Haute-Loire 228.161 inwoners.

### De grootste gemeenten in het departement
| Nr. | Gemeente            | Aantal inwoners (2022) |
| --- | ------------------- | ---------------------- |
| 1   | Le Puy-en-Velay     | 18.989                 |
| 2   | Monistrol-sur-Loire | 8.874                  |
| 3   | Yssingeaux          | 7.380                  |
| 4   | Brioude             | 6.523                  |
| 5   | Aurec-sur-Loire     | 6.133                  |
| 6   | Sainte-Sigolène     | 6.060                  |
| 7   | Bas-en-Basset       | 4.631                  |
| 8   | Brive-Charensac     | 4.242                  |
| 9   | Saint-Just-Malmont  | 4.220                  |
| 10  | Espaly-Saint-Marcel | 3.574                  |

## Afbeeldingen

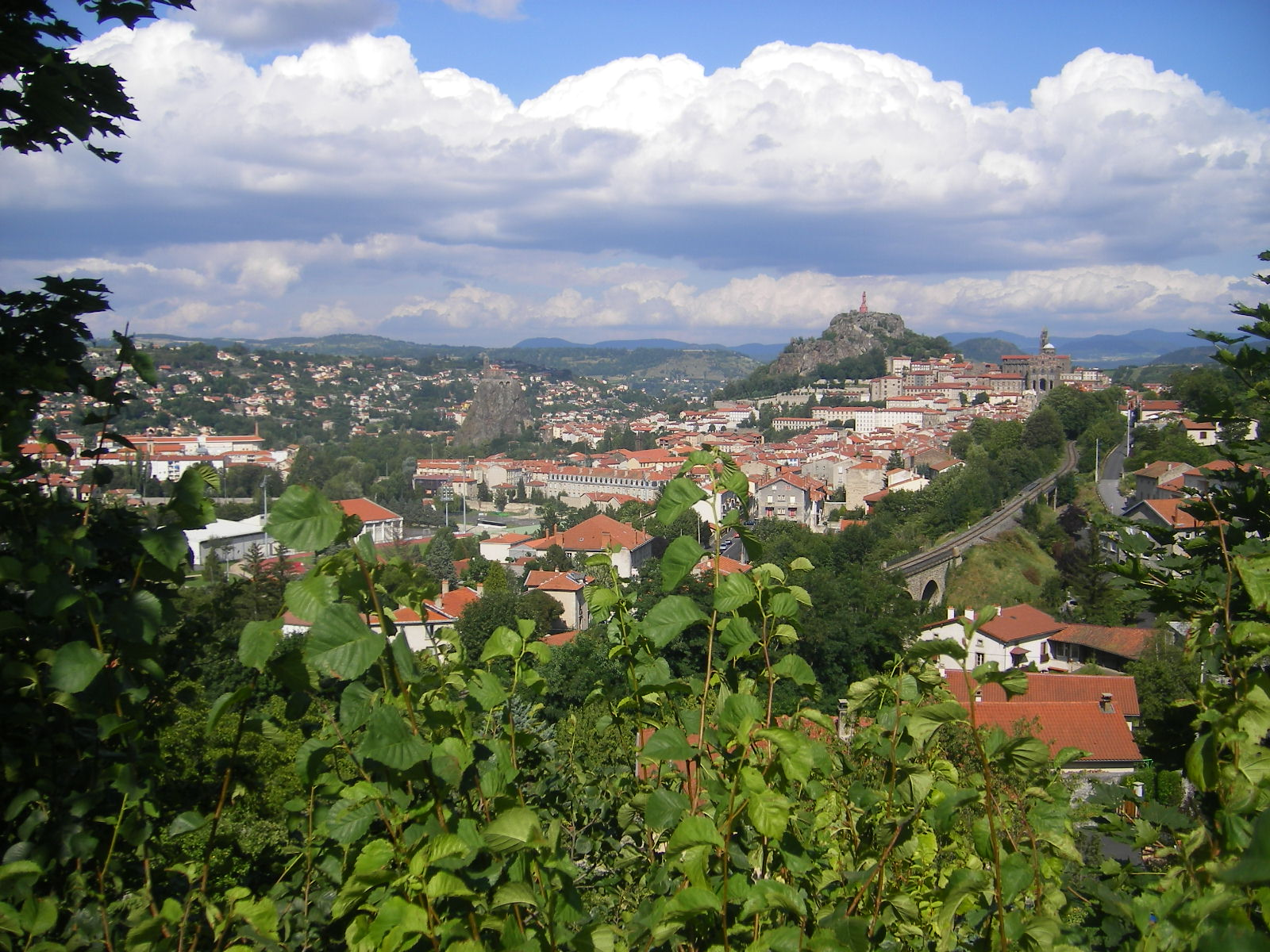
Le Puy-en-Velay
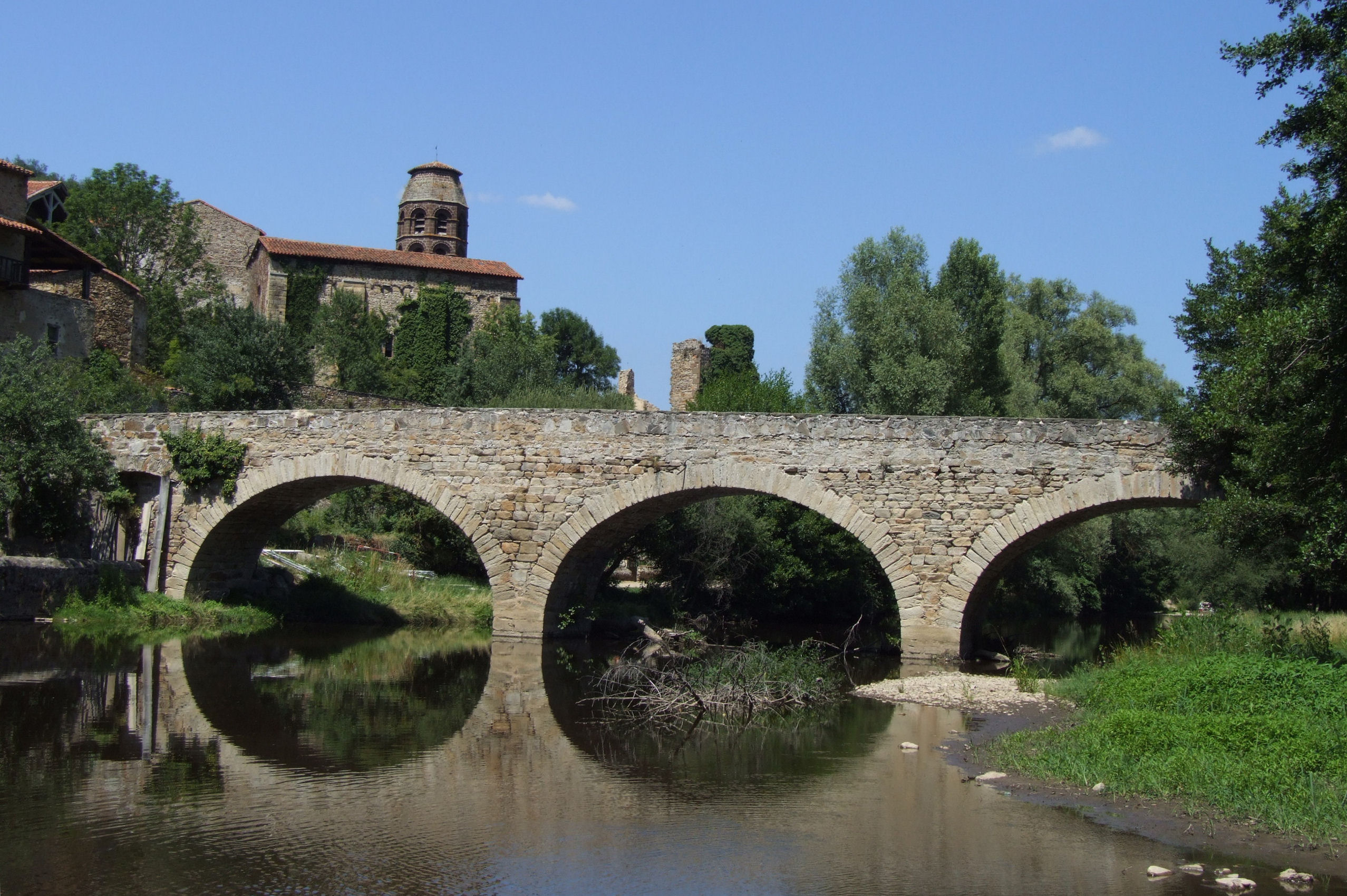
Lavaudieu
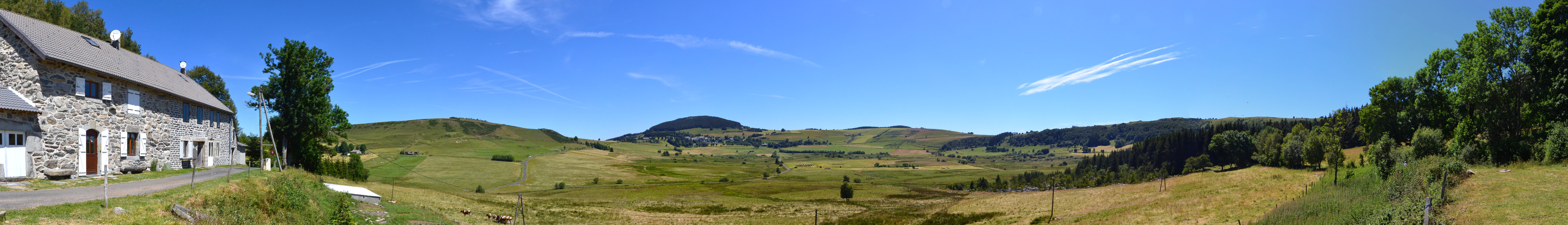
Landschap bij Chaudeyrolles